# Steregushchy (1939)
El destructor Steregushchy (en ruso: Стерегущий, lit. 'Vigilante') fue uno de los destructores de la clase Gnevny (oficialmente conocido como Proyecto 7) construidos para la Armada Soviética a finales de la década de 1930. Completado en 1939, fue asignado a la Flota del Báltico. El buque jugó un papel menor en la Guerra de Invierno de 1939-1940 contra los finlandeses. Después del inicio de la invasión alemana de la Unión Soviética en junio de 1941, el Steregushchy participó en la Campaña del Golfo de Riga. El buque proporcionó, brevemente, apoyo de fuego naval durante el asedio de Leningrado antes de ser hundido por bombarderos en picado alemanes el 21 de septiembre. Su pecio fue reflotado en 1944, aunque las reparaciones no se completaron hasta 1948, finalmente fue desguazado en 1959. 

## Diseño y descripción
Después de construir los destructores de clase Leningrado, grandes y costosos de 40 nudos (74 km/h), la Armada soviética buscó la asistencia técnica de Italia para diseñar destructores más pequeños y más baratos. Obtuvieron la licencia de los planos de los destructores italianos de la clase Folgore y, al modificarlos para sus propósitos, sobrecargaron un diseño que ya era algo poco estable.
Los destructores de la clase Gnevnys tenían una eslora total de 112,8 metros, una manga de 10,2 metros y un calado de 4,8 metros a toda carga. Los buques tenían un sobrepeso significativo, casi 200 toneladas más pesados de lo diseñado, desplazando 1612 toneladas con carga estándar y 2039 toneladas a toda carga. Su tripulación constaba de 197 oficiales y marineros en tiempo de paz y 236 en tiempo de guerra.
Los buques contaban con un par de turbinas de vapor con engranajes, cada una impulsaba una hélice, capaz de producir 48,000 caballos de fuerza en el eje (36,000 kW) usando vapor de tres calderas de tubos de agua que estaba destinado a darles una velocidad máxima de 37 nudos (69 km/h). Los diseñadores habían sido conservadores al calificar las turbinas y muchos, pero no todos, los buques excedieron fácilmente su velocidad diseñada durante sus pruebas de mar. Las variaciones en la capacidad de fueloil significaron que el alcance de los destructores de la clase Gnevny variaba entre 1670 y 3145 millas náuticas (3093 a 5825 km; 1922 a 3619 millas) a 19 nudos (35 km/h). El propio Steregushchy demostró tener un alcance de 2500 millas náuticas (4600 km) a esa velocidad. 
Tal y como estaban construidos, los buques de la clase Gnevny montaban cuatro cañones B-13 de 130 mm en dos pares de monturas individuales superfuego a proa y popa de la superestructura. La defensa antiaérea corría a cargo de un par de cañones 34-K AA de 76,2 mm en monturas individuales y un par de cañones AA 21 K de 45 mm, así como dos ametralladoras AA DK o DShK de 12,7 mm. Así mismo, llevaban seis tubos lanzatorpedos de 533 mm en dos montajes triples giratorios; cada tubo estaba provisto de una recarga. Los buques también podrían transportar un máximo de 60 o 95 minas y 25 cargas de profundidad. Fueron equipados con un juego de hidrófonos Marte para la guerra antisubmarina, aunque eran inútiles a velocidades superiores a tres nudos (5,6 km/h). Los buques estaban equipados con dos paravanes K-1 destinados a destruir minas y un par de lanzadores de cargas de profundidad.

## Historial de combate
Construido en el astillero núm. 190 (Zhdanov) de Leningrado con el número de astillero 516. Se inició su construcción el 12 de agosto de 1936, se botó el 18 de junio de 1938. El buque fue finalmente completado el 30 de octubre de 1939 y asignado a la Flota del Báltico.
Después de que comenzara la Guerra de Invierno el 30 de noviembre, bombardeó posiciones de defensa costera finlandesas en la isla Saarenpää, parte de las islas Beryozovye, los días 10 y 18-19 de diciembre, junto con otros buques.
El 22 de junio de 1941, cuando los alemanes invadieron la Unión Soviética, el Steregushchy fue asignado a la 1.ª División de Destructores del Destacamento de Fuerzas Ligeras, con sede en Ust-Dvinsk (Letonia). El 23 de junio de 1941, un día después de que comenzara la Operación Barbarroja, al Gnevny se le encomendó la tarea de cubrir las operaciones de colocación de minas en el estrecho de Irben en el Golfo de Finlandia junto con el resto de la 1.ª División del Destacamento de Fuerzas Ligeras de la Flota del Báltico: el crucero ligero Máximo Gorki y sus buques gemelos los destructores Gordy y Gnevny. Se toparon con un campo de minas alemán de 16 a 18 millas náuticas (30 a 33 km) al noroeste del faro de Tajuna. Una mina voló la proa del crucero Máximo Gorki. Después de que el Steregushchy detonara dos minas con sus paravanes que provocaron daños en una de sus turbinas, acompañó al Máximo Gorki a Tallin (Estonia).
El 2 de julio, el destructor ayudó a colocar un campo de minas cerca de la isla de Gogland. El 13 de julio, el Steregushchy participó en un ataque fallido contra un grupo de lanchas de desembarco alemanas frente a la desembocadura del río Daugava. Dos días después, el barco fue atacado por bombarderos alemanes en el estrecho de Väike entre las islas Muhu y Saaremaa. Las ondas de choque de cuatro bombas alemanas formaron hoyuelos en las placas de su casco, pero no causaron daños significativos.
Bajo la bandera del comandante del destacamento de las Fuerzas Ligeras del contralmirante Valentín Drozd, los destructores Steregushchy y Serdity cubrieron la instalación de minas por parte de los barcos de guardia Tucha y Sneg el 18 de julio. A las 14:00 de ese mismo día regresaron a la rada de Kübasaar cerca de Saaremaa, pero rápidamente volvieron a partir después de recibir un mensaje de que había sido visto un convoy alemán. Debido a la falta de coordinación con la Aviación Naval Soviética, ambos destructores sufrieron un ataque aéreo amigo y a las 15:31h una bomba lanzada por un bombardero Túpolev SB explotó cerca del Serdity, dañando una caldera y ambos telémetros en la torre de mando. El Steregushchy, que escapó ileso, se enfrentó a la escolta del convoy alemán, pero el Serdity solo se unió a las 17:24h después de haber perdido de vista el convoy.

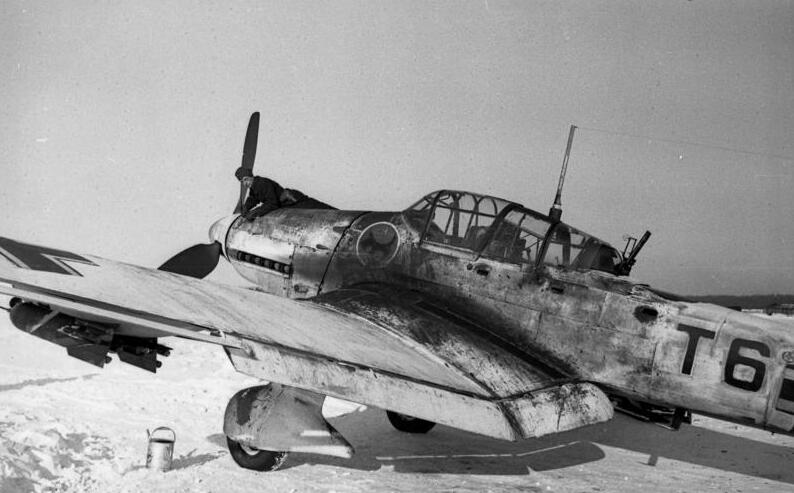
Un Junkers Ju 87 Stuka del Sturzkampfgeschwader 2

El 11 de agosto, el Steregushchy fue uno de los escoltas del barco de pasajeros SS Vyacheslav Molotov mientras navegaba de Tallin a Kronstadt cuando entraron en un campo de minas. La detonación de una mina en el paraván de estribor del Steregushchy provocó que uno de sus tanques de combustible se inundara. Después de que el transporte fuera dañado por una mina en los alrededores de Gogland, el Steregushchy lo remolcó a Kronstadt. Después de las oportunas reparaciones, el buque apoyó a los defensores de Leningrado con 350 proyectiles de sus cañones principales. El 21 de septiembre, fue atacado por bombarderos en picado Junkers Ju 87 Stuka del Sturzkampfgeschwader 2 (StG 2) que consiguieron tres impactos directos en el buque, las bombas inutilizaron un motor e inundaron rápidamente la sala de calderas de popa. Su capitán llevó el destructor a aguas poco profundas donde volcó a estribor, quince minutos después de ser alcanzado por las bombas. Un solo cañón de 130 mm y algunas partes fueron rescatadas por buzos, en octubre, para reparar el destructor Strashny. El pecio fue reflotado en junio de 1944 y atracado en dique seco el 20 de julio para efectuar reparaciones que no se completaron hasta 1948. El Steregushchy fue finalmente eliminado de la Lista de la Marina el 28 de enero de 1958 y desguazado al año siguiente.